# Mường Bon
Mường Bon là một xã thuộc huyện Mai Sơn, tỉnh Sơn La, Việt Nam.
Xã có diện tích 39,46 km², dân số năm 1999 là 5.164 người, mật độ dân số đạt 131 người/km². Có 21 Bản và 3 dân tộc chính: Thái, Kinh, Mông.
Phía Đông giáp thị trấn Hát Lót, Phía Tây giáp xã Chiềng Mung, phía Nam giáp xã Mường Bằng, phía Bắc giáp Sân Bay Nà Sản.